# Jonquières (Hérault)
Jonquières (okzitanisch: Jonquièiras) ist ein südfranzösischer Ort und eine Gemeinde mit 588 Einwohnern (Stand: 1. Januar 2022) im Département Hérault in der Region Okzitanien. Die Gemeinde gehört zum Arrondissement Lodève und zum Kanton Gignac. Die Einwohner werden Jonquiérois genannt.

## Lage
Jonquières liegt etwa 42 Kilometer nordnordöstlich von Béziers und etwa 32 Kilometer westnordwestlich von Montpellier. Umgeben wird Jonquières von den Nachbargemeinden Saint-Saturnin-de-Lucian im Norden, Saint-André-de-Sangonis im Osten und Südosten, Saint-Félix-de-Lodez im Süden und Südwesten sowie Saint-Guiraud im Westen. 

## Bevölkerungsentwicklung
| Jahr                       | 1962 | 1968 | 1975 | 1982 | 1990 | 1999 | 2006 | 2017 |
| Einwohner                  | 295  | 316  | 270  | 286  | 299  | 355  | 368  | 476  |
| Quellen: Cassini und INSEE |      |      |      |      |      |      |      |      |